# 蒂雷亞姆鄉
47°37′N 22°28′E / 47.617°N 22.467°E
蒂雷亞姆鄉（羅馬尼亞語：Comuna Tiream, Satu Mare），是羅馬尼亞的鄉份，位於該國西北部，由薩圖馬雷縣負責管轄，面積55平方公里，海拔高度125米，2007年人口2,298，人口密度每平方公里42人。